# Chile na Letnich Igrzyskach Olimpijskich 1936
Chile na Letnich Igrzyskach Olimpijskich 1936, reprezentowane było przez 40 sportowców (39 mężczyzn i 1 kobieta). Był to 6. start reprezentacji w historii letnich igrzysk olimpijskich.

## Reprezentanci

### Boks
Mężczyźni
- Guillermo López
  - waga musza - 9. miejsce

- José Vergara
  - waga kogucia - 9. miejsce

- Carlos Lillo
  - waga lekka - 5. miejsce

- Enrique Giaverini
  - waga półśrednia - 17. miejsce

### Kolarstwo
Mężczyźni
- Jesús Chousal
  - wyścig indywidualny ze startu wspólnego – nie ukończył

- Jorge Guerra
  - wyścig indywidualny ze startu wspólnego – nie ukończył

- Rafael Montero
  - wyścig indywidualny ze startu wspólnego – nie ukończył

- Manuel Riquelme
  - wyścig indywidualny ze startu wspólnego – nie ukończył
  - sprint - odpadł w eliminacjach

- Jesús Chousal, Jorge Guerra, Rafael Montero, Manuel Riquelme
  - wyścig drużynowy ze startu wspólnego – nie ukończyli

### Koszykówka
Mężczyźni
- Augusto Carvacho, Eduardo Kapstein, Eusebio Hernández, José González, Luis Carrasco, Luis Ibaseta, Michel Mehech
  - drużynowo - 9. miejsce

### Lekkoatletyka
Mężczyźni
- Raúl Muñoz
  - bieg na 400 m - odpadł w eliminacjach

- Miguel Castro
  - bieg na 1500 m – odpadł w eliminacjach

- Juan Acosta
  - maraton – nie ukończył

- Walter Fritsch
  - bieg na 400 m przez płotki – odpadł w eliminacjach

- Adolfo Schlegel
  - pchnięcie kulą -  24. miejsce

- Juan Reccius
  - trójskok - nie ukończył

- Anton Barticevic
  - rzut młotem -  17. miejsce

- Osvaldo Wenzel
  - dziesięciobój -  15. miejsce

- Erwin Reimer
  - dziesięciobój - nie ukończył

Kobiety
- Raquel Martínez
  - bieg na 100 m - odpadła w eliminacjach

### Pływanie
Mężczyźni
- Washington Guzmán
  - 400 m stylem dowolnym - odpadł w eliminacjach

- Alfonso Casasempere
  - 100 m stylem grzbietowym - odpadł w eliminacjach

- Jorge Berroeta
  - 200 m stylem grzbietowym - nie ukończył

- Carlos Reed
  - 200 m stylem grzbietowym - nie ukończył

### Strzelectwo
Mężczyźni
- Roberto Müller
  - pistolet dowolny 50 m – 14. miejsce

- Carlos Lalanne
  - pistolet dowolny 50 m - 16. miejsce

- Enrique Ojeda
  - pistolet dowolny 50 m - 29. miejsce

### Szermierka
Mężczyźni
- Tomás Goyoaga
  - floret indywidualnie - odpadł w eliminacjach
  - szabla indywidualnie - odpadł w eliminacjach

- César Barros
  - floret indywidualnie - odpadł w eliminacjach

- Hermogenes Valdebenito
  - floret indywidualnie - odpadł w eliminacjach

- Tomas Barraza
  - szabla indywidualnie - odpadł w eliminacjach

- Ricardo Romero
  - szabla indywidualnie - odpadł w eliminacjach

- - Tomás Goyoaga, César Barros, Tomas Barraza, Ricardo Romero, Julio Moreno
  - szabla drużynowo - odpadli w eliminacjach

- Julio Moreno
  - szpada indywidualnie - odpadł w eliminacjach

- Efrain Díaz
  - szpada indywidualnie - odpadł w eliminacjach

- Tomás Goyoaga, Ricardo Romero, Tomas Barraza, Julio Moreno, Efrain Díaz
  - szpada drużynowo - odpadli w eliminacjach

### Żeglarstwo
Mężczyźni
- Erich Wichmann-Harbeck
  - klasa laser - 4 .miejsce